# Jackie Cox (drag queen)
Darius Rose, més conegut pel seu nom artístic Jackie Coix, (nascut el 10 d'abril de 1985) és un drag queen canadenc amb seu a la ciutat de Nova York, conegut per competir en la dotzena temporada de RuPaul's Drag Race, on va quedar en el cinquè lloc de la competència.

## Primers anys
Rose va néixer a Halifax, Nova Escòcia, sent fill de pare canadenc i mare iraniana. Va assistir a l'Escola de Teatre, Cinema i Televisió d'UCLA per a estudiar teatre i, en graduar-se amb la seva Llicenciatura en Arts, es va mudar a Nova York amb l'objectiu de fer teatre professionalment.
Jackie Cox va ser anunciada com a membre de l'elenc de la temporada 12 de RuPaul's Drag Race el 23 de gener de 2020. És el segon concursant canadenc en la versió estatunidenca del programa i l'intèrpret de major edat en la temporada 12. Jackie va esdevenir el primer concursant en la història de Drag Race a vestir-se amb un abillament d'inspiració musulmana en l'episodi 9 del programa, que tenia un tema patriòtic de "barres i estrelles". Portava un caftán de ratlles vermelles amb un hijab blau delineat amb 50 estrelles platejades. El jutge convidat Jeff Goldblum va ser criticat posteriorment pels seus comentaris sobre l'abillament amb hijab de Jackie, quan va preguntar: "Hi ha alguna cosa en aquesta religió que sigui anti-homosexualitat i anti-dona? Això complica l'assumpte?" pel que ha estat àmpliament criticat. En el mateix episodi, encara que Jackie va ser elogiada per les seves eleccions, es va trobar entre les dues últimes per primera vegada en la temporada i va haver de fer un lip sync contra Widow Von’Du amb la cançó "Firework"de Katy Perry. Jackie va guanyar i Von’Du va ser eliminat.

## Discografia
| Any  | Cançó       | Ref.   |
| ---- | ----------- | ------ |
| 2020 | "You Wish!" | [ 10 ] |